# 台灣油杉
臺灣油杉（學名：Keteleeria davidiana var. formosana）又名牛尾杉、台灣油杉，是臺灣特有植物，鐵堅油杉變種，台灣四奇木之一。

## 分佈
鐵堅油杉僅產於台灣及中國大陸，台灣油杉為台灣特有種，屬於冰河孑遺植物。僅在北部坪林一帶和南部大武山區，於400-700公尺的稜線或山坡上，發現有天然植群，呈不連續破碎分佈於台灣南北兩端。

## 簡介
台灣油杉飽滿種子(有效種子)率偏低，只有低於百分之十屬飽滿種子，其他勻空粒。其後發現台北植物園內的台灣油杉大粒種子從多胚期到帶子葉胚期的組織切片顯示80%均有授精，但發育到成熟胚的階段卻近乎完全敗育。因此可以顯示台北植物園台灣油杉種子空粒形成的主要原因為受精胚敗育。
台灣油杉族群相當稀少，結實率低，是林務局正積極保育的樹種。
針對台灣南北地區之台灣油杉進行DNA分析，可以分成四個類群，分別為第一類群包括坪林台灣油杉自然保留區文山事業區第40及41林班；礁溪油杉自然保護區宜蘭事業區第24及25林班，第二類群包括了南部台東林管處大武臺灣油杉自然保護區大武事業區第41林班，第三類群為台東林管處大武山自然保留區大武事業區第30林班，以及第四類群為達仁山區第一嶺線及第二嶺線。王維洋指出台灣油杉單株間遺傳變異約為20%，對針葉樹來說變異不算小，而且族群間有明顯的遺傳區隔，因此每一株都具有代表性，都應妥善保護。
陽性樹種，喜暖濕氣候，在酸性紅壤或黄壤中生長良好。耐幹旱瘠薄。生物學和生態學特性分布區地處南亞熱帶至中亞熱帶邊緣，主要位於東南沿海地區，向西分布於廣西南部海拔較低的低山區。夏秋氣溫較高，冬春溫涼，年平均溫17-23℃，極端最低溫-3℃，年降雨量1100-1600毫米，春夏雨日多，秋冬幹燥。油杉爲深根性喜光樹種，對土壤適應性廣，能在酸性山地紅壤(pH值4.5-5)和鈣質土上生長，耐幹旱瘠薄；在深厚肥潤，陽光充足的環境生長迅速。
1988年8月22日被行政院農業委員會列為珍貴稀有植物，後於2019年4月23日解除。